# Trifluoreto de nitrogênio
Trifluoreto de nitrogênio é um composto químico com fórmula molecular NF₃. Trata-se de um gás incolor, pouco solúvel em água e quimicamente estável em condições normais. É utilizado principalmente na indústria de semicondutores e em processos de limpeza de câmaras de deposição.
Estudos indicam que o NF₃ é um gás com alto potencial de aquecimento global, sendo milhares de vezes mais impactante que o dióxido de carbono em termos de efeito estufa. Embora sua utilização tenha aumentado nas últimas décadas, o composto não foi inicialmente incluído no Protocolo de Kyoto.

## Aplicações industriais
O NF₃ é amplamente utilizado na indústria de semicondutores, especialmente na limpeza de câmaras de deposição química a vapor (CVD). Também é empregado em lasers excimer e como reagente seletivo para a corrosão de dióxido de silício. É considerado uma alternativa mais limpa a gases como o CF₄ e o C₂F₆, por gerar menos resíduos de carbono.

## Propriedades químicas
Embora relativamente estável, o NF₃ pode se decompor em temperaturas elevadas, liberando flúor e nitrogênio. Sua dissociação tem sido estudada teoricamente, com foco em reações elementares envolvendo espécies como NF, F e N.

## Estudos computacionais
Estudos teóricos com o NF₃ foram conduzidos utilizando métodos de química quântica, como Hartree-Fock e Møller–Plesset de segunda ordem (MP2), com diferentes bases computacionais (como 6-31G(d), 6-311G(d), cc-pVDZ), por meio do software Gaussian.

## Impacto ambiental
Apesar de ser considerado mais limpo em processos industriais, o NF₃ é um potente gás de efeito estufa, com alto potencial de aquecimento global (GWP). Isso tem gerado preocupações sobre emissões não controladas na atmosfera.